# كاتلين أبتون
كاتلين أبتون (بالإنجليزية: Caitlin Upton)‏ هي عارضة أمريكية، ولدت في 27 مارس 1989.

## وصلات خارجية
- كاتلين أبتون على موقع IMDb (الإنجليزية)
- كاتلين أبتون على موقع ميوزك برينز (الإنجليزية)